# Oregon Inlet Station
Pour les articles homonymes, voir Oregon (homonymie).
L'Oregon Inlet Station – ou Oregon Inlet Lifeboat Station – est une ancienne station de sauvetage située sur Pea Island, dans le comté de Dare, en Caroline du Nord. Protégée au sein du refuge faunique national de Pea Island, elle est inscrite au Registre national des lieux historiques depuis le 23 décembre 1975.